# Toyokazu Nomura
Toyokazu Nomura (Kuryu, 14 juli 1949) is een voormalig Japans judoka. Nomura won tweemaal zilver in het lichtgewicht tijdens de wereldkampioenschappen. Nadat Nomura overstapte voor de Olympische Zomerspelen 1972 naar het halfzwaargewicht. In München won Nomura de titel. Een jaar later won Nomura de wereldtitel in Lausanne. Nomura is de oom van drievoudig olympisch kampioen judo Tadahiro Nomura.

## Resultaten
- Wereldkampioenschappen judo 1969 in Mexico-Stad  in het lichtgewicht
- Wereldkampioenschappen judo 1971 in Ludwigshafen am Rhein  in het lichtgewicht
- Olympische Zomerspelen 1972 in München  in het halfmiddengewicht
- Wereldkampioenschappen judo 1973 in Lausanne  in het halfmiddengewicht

1972: Toyokazu Nomura ·
1976: Vladimir Nevzorov ·
1980: Sjota Chabareli ·
1984: Frank Wieneke ·
1988: Waldemar Legień ·
1992: Hidehiko Yoshida ·
1996: Djamel Bouras ·
2000: Makoto Takimoto ·
2004: Ilias Iliadis ·
2008: Ole Bischof · 
2012: Kim Jae-bum · 
2016: Chasan Chalmoerzajev · 
2020: Takanori Nagase · 
2024: Takanori Nagase